# Aberystwyth

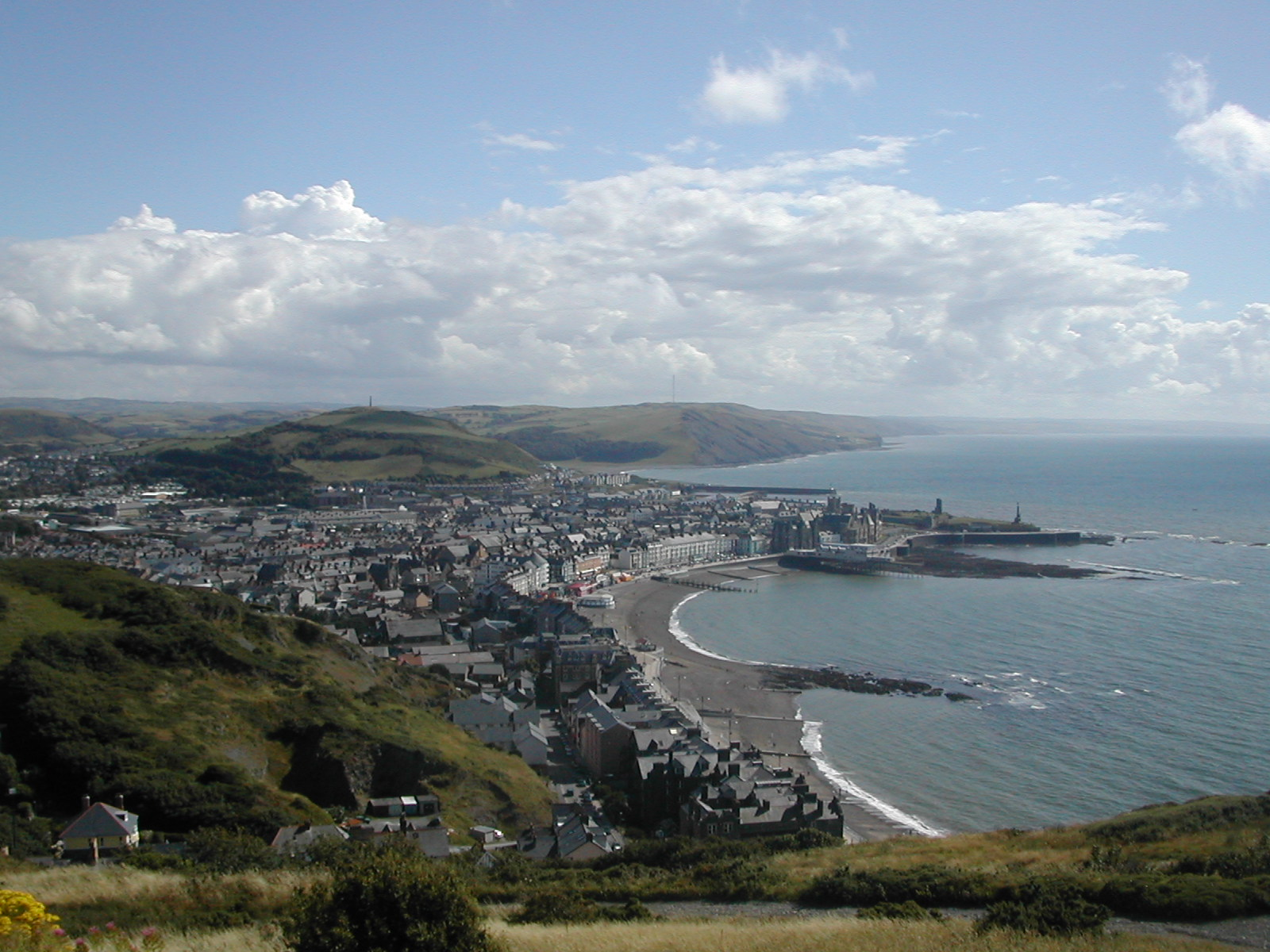
Vy över Aberystwyth.

Aberystwyth (från kymriskans: Ystwyths mynning) är en stad och community i västra Wales ungefär i mitten av den långa kuststräckan vid Cardiganbukten. Staden är administrativt centrum för kommunen Ceredigion och är västra Wales största stad.
Staden ligger nära floderna Ystwyths och Rheidols utlopp. Aberystwyth är ett centrum för den walesiska kulturen och i staden finns University of Wales, Aberystwyth. Förutom en befolkning på 13 040 invånare (2011) bor där även ungefär 9 000 studenter vid universitet.
I staden finns bland annat National Library of Wales, National Screen and Sound Archive of Wales samt The Royal Commission on the Ancient and Historical Monuments of Wales.

## Historia
Aberystwyths historia börjar med byggandet av en borg 1109. Edvard I av England återuppbyggde borgen 1277 efter att walesarna hade rivit den. 1408 erövrade prins Henry (den blivande Henrik V av England) staden och gav den namnet Ville de Lampadarn. Vid Elisabet I:s tid användes dock det nuvarande namnet. Under inbördeskriget revs borgen av parlamentstrogna trupper 1647 och nu återstår främst delar av tre torn.

## Turism
Staden är ett populärt turistmål och Wales främsta badort. Turismen gynnas även av slottsruinen, en pir med sandstrand och Constitution Hill norr om staden där en bergbana går upp till toppen. Det går också en museijärnväg, Vale of Rheidol Railway, med ånglok upp i bergen till Devil's Bridge.

## Vänorter
- Kronberg, Tyskland
- Saint-Brieuc, Frankrike
- Esquel, Argentina
- Arklow, Irland